# بين مارغوليس
بين مارغوليس (بالإنجليزية: Ben Margolis)‏ هو محامي أمريكي، ولد في 23 أبريل 1910، وتوفي في 27 يناير 1999.